# Mateusz Witkowski (aktor)
Mateusz Witkowski (działał w latach 1774-1796) – aktor, dyrektor teatru. Współtwórca Teatru Krakowskiego.

## Życiorys
Syn Marcina mieszczanina krakowskiego. W latach 1774–81 występował w Teatrze Narodowym w Warszawie. W 1781 wraz z Feliksem Oraczewskim organizował teatr w Krakowie. Jako pierwszy "antreprener" – dyrektor 17 października 1781 uzyskał od magistratu pozwolenie na prowadzenie teatru i rozpoczął przedstawienia w Pałacu Spiskim. Do marca 1782 wystawił kilka sztuk po czym wyjechał z Krakowa. 
W 1782 występował z własnym zespołem we Lwowie. W 1784 był ponownie dyrektorem Teatru Krakowskiego i w tym czasie procesował się z aktorem Józefem Srokowskim, który również uzyskał koncesję na prowadzenie teatru w Krakowie.
Uchodził za dobrego aktora. Był autorem libretta opery Słowik, czyli Kasia z Hanką na wydaniu.